# Гюрсес, Мюслюм
Мюслюм Гюрсес (псевдоним, имя при рождении Мюслюм Акбаш, 5 июля 1953 — 3 марта 2013) — турецкий певец-исполнитель арабесков и актёр, также был известен как Мюслюм Баба.

## Биография
Мюслюм Гюрсес родился в селении Фыстыкёзю, входящий в район Халфети, в семье фермера Мехмета и его жены Эмине. Когда Мюслюму было три года, семья в связи с тяжёлым финансовым положением переехала в Адану.
В 1967 году Гюрсес выиграл песенный конкурс, затем выступал на радио Radyo Çukurova. Именно в этот период Мюслюм взял псевдоним Гюрсес, что означает «зычный голос».
В 1978 году во время поездки из Тарсуса в Адану Гюрсес попал в аварию, которая едва не стоила ему жизни. После аварии Гюрсеса по ошибке сначала привезли в морг, лишь потом, заметив, что певец ещё жив, его перевезли в больницу. Во время лечения Гюрсесу была сделана краниопластика.
В ноябре 2012 года после операции шунтирования сердца у Гюрсеса началось проблемы со здоровьем. Он находился в реанимации в течение четырёх месяцев, 3 марта 2013 года Мюслюм Гюрсес скончался в больнице Стамбула. Соболезнования семье и близким Гюрсеса, а также его поклонникам выразил премьер-министр Реджеп Эрдоган.

### Личная жизнь
В 1982 году во время концертного тура в Малатье Гюрсес познакомился с певицей и актрисой Мухтерем Нур. В 1986 году они поженились.

## Карьера
С 1967 года Гюрсес исполнял турецкую народную музыку на радиостанции Radyo Çukurova, входящей в TRT.